# NVIDIA FirstPacket
FirstPacket是nVIDIA針對网络優化的一種技術。傳統的网卡驅動程式並不能有效分配資源。例如有一部電腦，同時執行FTP和網上遊戲程式。傳統的驅動程式并不知道各软件对网络的需求量，所有软件对网络的请求权限是一樣的。這就造成遊戲不能暢順執行，因為FTP服務是持续传输的，需要較多网络資源；而網上遊戲服務是斷续传输的。通过FirstPacket技術，网络卡驅動程式就能控制資源的分配。在不妨碍FTP的传输的前提下，在適當的時候將网络資源分配給斷续传输的網上遊戲服務。縱使FTP传输速率會降低，但兩個网络服務都能暢順執行。隨著多核心處理器的推出，系統能執行更多网络服務，FirstPacket技術就能更有效分配网络資源。

## 外部連結
- nVIDIA 網路技術官方網頁（页面存档备份，存于）